# Johannita Rend (Brandenburgi)

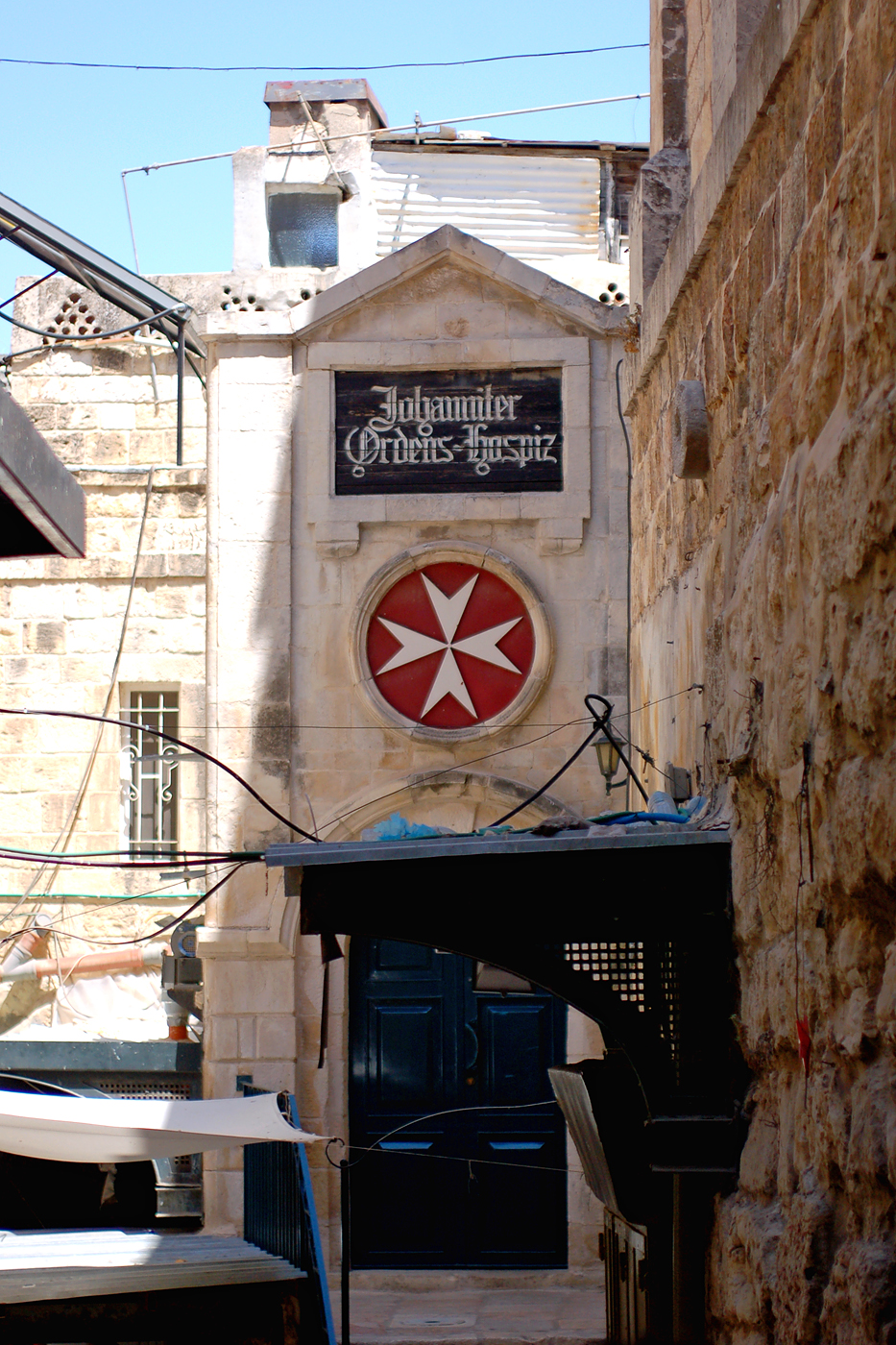
A német johannita rend vendégháza Jeruzsálemben

A johannita lovagrendek a történelmi Jeruzsálemi, Rodoszi és Máltai Szent János Katonai és Ispotályosi Rendnek protestáns ágai, a mai katolikus Szuverén Máltai Rend protestáns testvérei. Világszerte négy, egymástól független, de együttműködő szervezet alkotja őket: a német Johanniter Orden (amelyhez a magyar tagozat is tartozik), az angol Venerable Order of St. John, valamint a holland és svéd nemzeti johannita rendek. Közülük a német (vagy brandenburgi) johannita rend  – röviden Johanniterorden – a legrégebbi és legnagyobb.
A katolikus máltai rend és a protestáns rendek kölcsönösen elismerik egymást, és rendszeresen együtt is működnek. Történelmi okokból a protestáns rendek és segélyszervezeteik világszerte a „johannita” vagy „Szent János” jelzőt használják, míg a katolikus lovagrend és intézményei a „máltai” jelzőt.
A protestáns ág főként a máltai rend német nagyperjelségéhez tartozó brandenburgi tartományból fejlődött ki a 16. és 19. század között; ebből váltak ki a 20. század folyamán a kisebb holland és svéd rendek. Az angol rend a 19. században külön jött létre.
Magyarországon a protestáns Szent János Rendet a német rend magyar tagozata és annak segélyszolgálata, a Magyar Johannita Segítőszolgálat képviseli.

## A johannita rendek világszerte
1946 óta négy független szervezet képviseli világszerte a történelmi Jeruzsálemi, Rodoszi és Máltai Szent János Rendnek protestáns ágazatát:
1. a német Johanniterorden,  teljes nevén "Die Ballei Brandenburg des ritterlichen Ordens St. Johannis vom Spital zu Jerusalem", amely alá tartoznak még
  - A Johannita Rend Magyar Tagozata (lásd "A Johannita Rend Magyarországon" fejezetet, ebben a cikkben)
  - Johanniter Ridderskapet i Finland
  - Association des Chevaliers de St. Jean, Langue de France
  - Kommende der Johanniterritter in der Schweiz
2. az angol Venerable Order of St. John, teljes nevén "The Grand Priory of the British Realm of the Most Venerable Order of the Hospital of St. John of Jerusalem"[1]
3. a holland johannita rend, "Johanniter Orde in Nederland"
4. a svéd johannita rend, "Johanniter Order i Sverige".

A nyolc szervezet közül négy a német Johanniterorden alá tartozik, míg három attól független. Ezek a szervezetek 1961 óta a Szent János Rendek Nemzetközi Szövetsége (International Alliance of the Orders of St. John) keretében működnek együtt. 1985-től kezdve rendszeres, intézményes kapcsolat van a szövetség és a katolikus Szuverén Máltai Lovagrend között, amelynek során kölcsönösen elismerik egymás legitimitását és a fennálló történelmi rokonságot. Az egyes szervezetek közötti együttműködés már a 19. században is rendszeres volt, például a háborúk alatti sebesültellátásban. Napjainkban pedig számos közös tevékenységet és programot folytatnak világszerte.

## A német johannita rend története
A német johannita rend története kezdetben összefonódik a máltai lovagrend történetével. A brandenburgi tartomány a máltai rend német nagyperjelségéhez tartozott. A tartomány jelentős vagyonra tett szert, főként a német templomosrend birtokainak bekebelezésével. 1382-ben különleges autonóm státuszt vívott ki magának a német perjelségen belül: a tartományfőnököt az alá tartozó kommandériák vezetői választották meg, a német nagyperjel pedig csak megerősítette a választásukat.
A reformáció során a brandenburgi hercegi ház áttért a lutheranizmusra. Egyes rendi kommandériavezetők követték ezt a példát; 1551-ben egy helyi káptalan határozatot hozott, amely szerint a megházasodott kommandériavezetők megmaradhattak tisztségükben. A messzi Málta szigetén hadakozó nagymesternek nem sikerült ezt megakadályoznia. Az 1648-as vesztfáliai békeszerződés – azon kívül, hogy rendezte a protestánssá lett máltai lovagok jogi  státusát – elismerte a brandenburgi választófejedelmet a rendi tartomány védnökének. Ez messzemenő következményekkel járt: 1693 után a brandenburgi tartomány feje, az úrmester (Herrenmeister) következetesen a protestáns a Hohenzollern-házból került ki. Mindezek ellenére, a brandenburgi tartomány a máltai lovagrend része maradt.

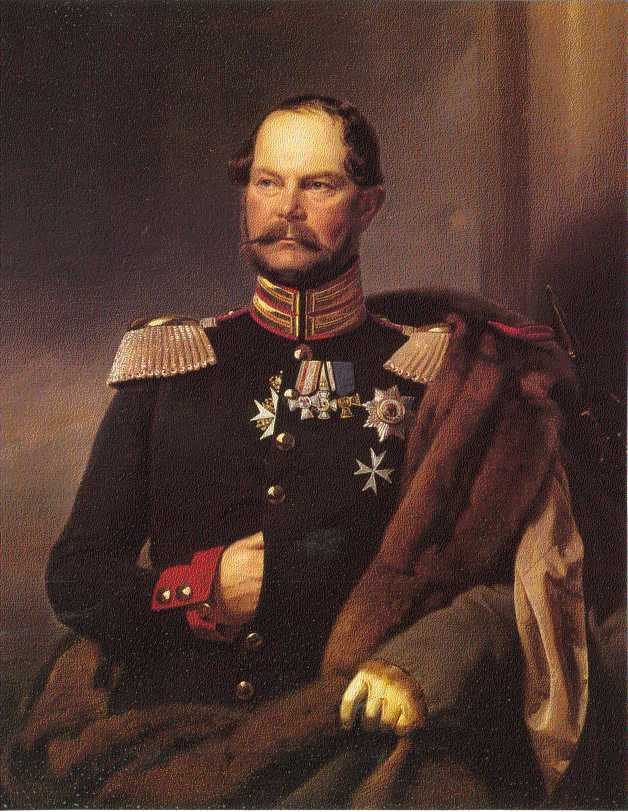
Károly porosz herceg, a visszaállított Ballei Brandenburg első úrmestere

A napóleoni háborúk után a német nagyperjelséget és a brandenburgi tartományt feloszlatták. 1812-ben III. Frigyes Vilmos megalapított egy királyi Szent János-rendet, amelybe fölvette az összes volt brandenburgi tartományi lovagot. Utódja, IV. Frigyes Vilmos 1852-ben visszaállította a Jeruzsálemi Szent János Ispotályos Rend Brandenburgi Tartományát – röviden Johannita Rendet. Károly porosz királyi herceg lett az első úrmester. A lovagok a régi szabály szerint az új úrmester megválasztását hivatalosan bejelentették a máltai rend akkori nagymesteri helytartójának Rómában.
Az új életre kelt lovagrend azonnal nekilátott az ispotályosi munkának. Kórházakat nyitott, megalapította a Johannita Nővéreket, és fontos szerepet játszott a Nemzetközi Vöröskereszt alapításában 1863-ban. A következő évek háborúi során – gyakran a máltai renddel együtt – részt vett a hadikórházak működtetésében és a sebesültek szállításában.

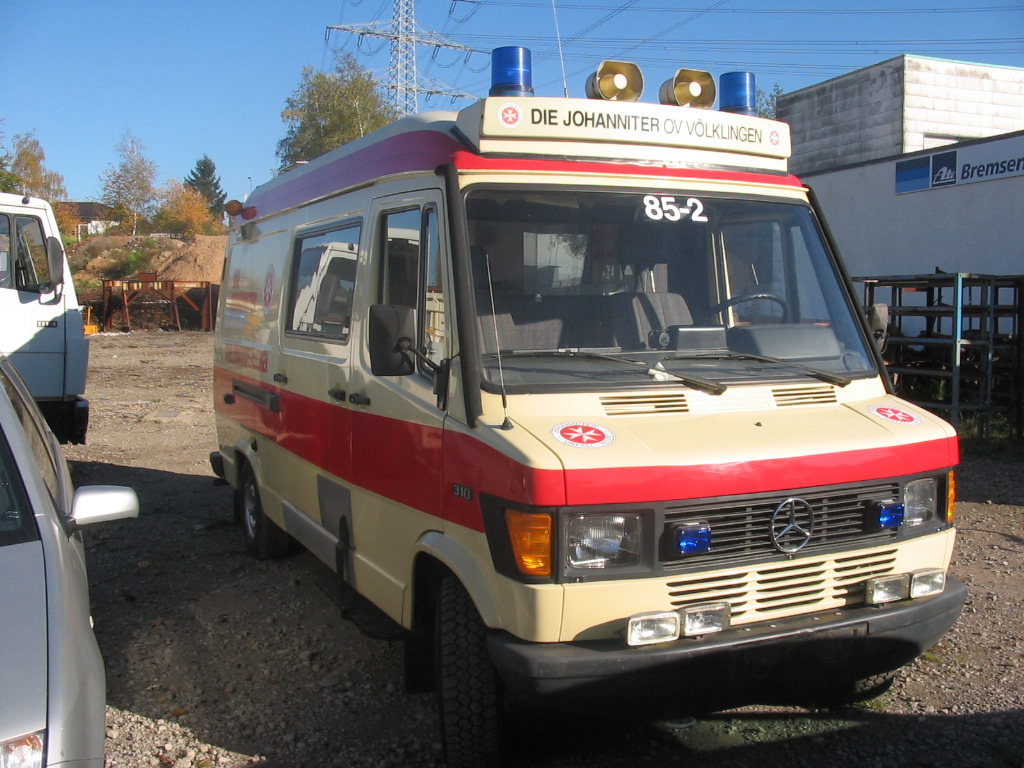
Johannita mentőautó

A hitleri idők alatt a rend tevékenységét erősen visszaszorították. Tizenkét johannita lovagot végeztek ki 1944–1945-ben a Walküre hadművelet-ként ismert Hitler-ellenes összeesküvéssel kapcsolatban. 1945 és 1990 közt a rend csak Nyugat-Németországban működött. 1946-ban két kommandériája, a holland és a svéd, saját királyaik védnöksége alatt függetlenítették magukat. Ezek ma is független johannita rendekként működnek, a Szent János Rendek Nemzetközi Szövetségének égisze alatt.
1952-ben jött létre a Johanniter-Unfall-Hilfe, a rend legnagyobb operatív szervezete, amelyet további testvérintézmények követtek. A johannita rend ma egész Németországban működik, emellett négy külföldi kommandériának (tagozatnak) is elöljárója: Finnországban, Magyarországon, Franciaországban és Svájcban. Képviselve több országban jelen van, Európán kívül is. Jelenlegi állománya körülbelül 3400 tag. 1999 óta Oszkár porosz herceg tölti be az úrmesteri tisztséget.

## A johannita rend Magyarországon

### Története
Az 1851-ben újjáalakult német johannita Ballei Brandenburg 1854-től kezdve folyamatosan avatott protestáns magyar lovagokat, 1918-ig 63 főt. A Trianon utáni független Magyarország létrejöttekor, 1924-ben a magyarországi lovagok saját tagozatot alakítottak, amelynek első kommendátora báró Freilitzsch Berthold lett. A magyar tagozat a kezdetektől fogva szorosan együttműködött az ugyancsak újonnan megalakult Magyar Máltai Lovagok Szövetségével. 1935-ben a hitleri megszorító intézkedések hatására a magyar tagozat részben önállósította magát a Ballei Brandenburgtól.
1945-ben a tagozatot feloszlatták Magyarországon, és a lovagok többsége Nyugatra menekült. Kommendátoruk, Freilitzsch Berthold 1949-ben elhunyt; utódja a külföldön élő rangidős gróf Edelsheim-Gyulai Lipót lett. Az új kommendátor újjáteremtette az egységet a Ballei Brandenburggal, és a Balleit követve bevezette a nem nemesi származású tagok felvételét is. 1954-ben Kibédi Varga Sándort nevezték ki ügyvezetőnek (később kommendátornak). Az 1956-os forradalom idején a Nyugaton élő magyar johanniták a máltai rend tagjaival együtt nagyszabású segélyakciót szerveztek a menekültek megsegítésére.
1961-ben megalakult a protestáns Szent János rendek nemzetközi szövetsége, amelynek a magyar johannita tagozat saját jogon lett tagja. 1977-ben Fáy Gedeon lett az új kommendátor. A következő évben a magyar johanniták és a magyar máltaiak intézményesítették együttműködésüket, állandó összekötők megbízásával.
1987-ben került sor a háború utáni első lovagfelvételre Magyarországon. 1988 óta a johanniták a máltai lovagokkal együtt vesznek részt a Szent István-napi körmeneten Budapesten. 1993-ban a magyar állam hivatalosan elismerte a tagozatot.

### A magyar johanniták ma
A magyar johanniták operatív szervezete a Johannita Segítő Szolgálat, amelyet 1989-ben jegyeztek be Magyarországon. Kezdetben segélycsomagokat osztott; később németországi és egyéb forrásokból befolyt adományokból jelentősebb létesítmények valósultak meg, például a piliscsabai Siló otthon számára a Johannita ház, a táti Szent György Szeretetotthon és Szent János Ispotály mosodája, jelentős támogatás az újrainduló Bethesda Kórháznak, a balassagyarmati idősotthon konyhájának kibővítése, valamint a kistarcsai Evangélikus Papnék Johannita Szeretetotthona liftjének kiépítése. A szervezet emellett számos iskolát is támogat Magyarországon és a szomszédos országokban. A 2010-es években egy külön mentőautóval csatlakozott a Máltai Szeretetszolgálat mentőszolgálatához.
2001-ben a magyar Johannita Segítő Szolgálat tagja lett a Johanniter International nemzetközi ernyőszervezetnek, amely jelentős szellemi támogatást és útmutatást biztosít a magyar szervezet számára.